# Meretnebti
Meretnebti va ser una reina egípcia de la V dinastia. Era una esposa del faraó Sahure. Va rebre el nom de les Dues Dames, una parella de deesses egípcies que protegien el faraó. Els títols coneguts de Meretnebti eren "Gran d'elogis", "La que veu Horus i Seth", "Dona del Rei, la seva estimada" i "Companya d'Horus".
| G16 | nfr | r&t | M16 |

| G16 | nfr | r&t | M16 |

Els pares de Meretnebti no es coneixen. Apareix representada amb el seu marit al seu temple funerari d'Abusir. Al costat hi té la mare de Sahure, Neferhetepes, amb qui s'agafa de la mà. Aquesta és una representació molt inusual i podria indicar una estreta relació entre totes dues. Potser Neferhetepes era la seva mare.
Al temple mortuori s'hi esmenten diversos fills del faraóː Horemsaf, Netjerirenre, Khakare i Nebankhre. Tot i així no és clar si aquests prínceps són fills de Meretnebti o bé d'una altra esposa del rei. Els fills de Sahure i Meretnebti podrien haver estat els prínceps Ranefer i Netjerirenre. Segons Miroslav Verner, Ranefer va prendre el tron com a Neferirkare Kakai, i Netjerirenre més tard podria haver pres el tron com a Xepseskare.
Fa temps que es coneix a aquesta reina gràcies a les representacions del temple de la piràmide de Sahure. No obstant això, el seu nom en aquest lloc havia estat parcialment destruït i havia estat interpretat com a Neferet-ha-Nebti o Neferetnebti. En excavacions més recents es van trobar blocs amb representacions de la reina amb el seu nom complet conservat, Meretnebti.